# Simulium pandanophilum
Simulium pandanophilum är en tvåvingeart som beskrevs av Kruger, Nurmi och Garms 1998. Simulium pandanophilum ingår i släktet Simulium och familjen knott. Inga underarter finns listade i Catalogue of Life.